# Cumulopuntia sphaerica
Cumulopuntia sphaerica ist eine Pflanzenart in der Gattung Cumulopuntia aus der Familie der Kakteengewächse (Cactaceae). Das Artepitheton sphaerica stammt aus dem Griechischen, bedeutet ‚kugelförmig‘ und verweist auf die Form der Triebabschnitte. Trivialnamen sind „Choclo“, „Corotilla“, „Gatito“, „Perrito“ und „Puskaye“.

## Beschreibung
Cumulopuntia sphaerica bildet brüchige, niederliegend kriechende bis halbaufrechte, mäßig verzweigte Halbsträucher. Die kugelförmigen, kaum oder nicht gehöckerten Triebabschnitte sind 2,5 bis 6 Zentimeter lang. Die 25 bis 80 oder mehr Areolen sind über den Triebabschnitt verteilt. Sie weisen Durchmesser von 3 bis 6 Millimeter auf, sind vorstehend und eng zusammenstehend. Aus den meisten Areolen entspringen zwei bis 15 variable, kräftige, abstehende, gerade oder gelegentlich gebogene, ungleiche, rötliche Dornen, die im Alter heller werden. Sie sind bis zu 4 Zentimeter lang und manchmal zu wenigen, kurzen Borsten reduziert.
Die gelben bis orangefarbenen Blüten erreichen Längen von bis zu 4 Zentimeter. Das breite und flache Perikarpell ist am Rand und dessen Nähe bedornt. Die kugelförmigen Früchte tragen einige Dornen.

## Verbreitung, Systematik und Gefährdung
Cumulopuntia sphaerica ist in den peruanischen Regionen Lima, Ica, Ayacucho und Arequipa von Meereshöhe bis in 3500 Metern Höhe verbreitet. Das Verbreitungsgebiet erstreckt sich bis nach Süd- und Zentral-Chile.
Die Erstbeschreibung als Opuntia sphaerica erfolgte 1816 durch Carl Friedrich Förster. Edward Frederick Anderson stellte die Art 1999 in die Gattung Cumulopuntia. Weitere nomenklatorische Synonyme sind Tephrocactus sphaericus (C.F.Först.) Backeb. (1936), Austrocylindropuntia sphaerica (C.F.Först.) G.D.Rowley (2006) und Sphaeropuntia sphaerica (C.F.Först.) Guiggi (2012).
In der Roten Liste gefährdeter Arten der IUCN wird die Art als „Least Concern (LC)“, d. h. als nicht gefährdet geführt. Die Art wird als invasiv eingeschätzt und die Populationen werden sich vergrößern.

## Nachweise